# Was nützt die Liebe in Gedanken
Was nützt die Liebe in Gedanken ist ein deutsches Filmdrama aus dem Jahr 2004, das auf einer wahren Begebenheit beruht.

## Handlung
Berlin 1927, ein heißes Wochenende im Sommer. Paul Krantz, der junge, aus einer Arbeiterfamilie stammende Poet, und Günther Scheller, der wilde und sehnsuchtsvolle Sohn einer zum gehobenen Bürgertum gehörenden Familie, beide Gymnasiasten, verbringen ein rauschendes Fest im Sommerhaus der Schellers, bei dem nicht nur Absinth getrunken und über Poesie und Begehren gesprochen wird, sondern auch die Gefühle der Protagonisten durcheinandergeraten, sich verirren und schließlich überschäumen.
Paul liebt Günthers sexuell freizügige Schwester Hilde, die sowohl auf Pauls Gefühle einzugehen scheint, als auch ein Verhältnis mit dem bisexuellen Koch Hans pflegt. Dieser hingegen ist eigentlich mit Hildes Bruder Günther zusammen, der aber vom Verhältnis zwischen seinem Freund und seiner Schwester Hilde weiß. Zusätzlich ist auch noch Hildes Freundin Elli in Paul verliebt, der in ihr aber nur einen schlechten Ersatz für Hilde sieht.
Paul und Günther verbinden insbesondere die Gedanken um Sterben und Liebe und um jenen „höchsten Punkt im Leben“. Die Liebe ist für sie „der einzige Grund, für den wir zu sterben bereit sind“. So inspiriert gründen sie einen „Selbstmörderclub“, in dessen Manifest die beiden Freunde gemeinsam festhalten, „unser Leben in dem Augenblick zu beenden, in dem wir keine Liebe mehr empfinden. Und wir werden all diejenigen mit in den Tod nehmen, die uns unserer Liebe beraubt haben.“ Und so erschießt Günther Hans, nachdem er diesen mit Hilde im Bett entdeckt hatte, und anschließend sich selbst. Paul jedoch, der eigentlich folgen sollte, wird verhaftet.

## Hintergrund
Die so genannte „Steglitzer Schülertragödie“ ereignete sich im Jahr 1927. Günther Scheller und Paul Krantz hatten einen „Selbstmörderclub“ gegründet und sich selbst auferlegt, dann aus dem Leben zu scheiden, wenn sie keine Liebe mehr empfänden. Günther Scheller hatte demnach am 28. Juni 1927 zuerst seinen Geliebten Hans Stephan und danach sich selbst getötet. Der spektakuläre Prozess fand auch im europäischen Ausland, in den USA und in Japan Interesse. Während des Prozesses wurden Günthers Schwester Hilde Scheller und Paul Krantz als Exempel einer moralisch zerrütteten Jugend dargestellt, die ausschweifend und übermäßig früh sexuell aktiv sei. Paul Krantz wurde wegen Mordes und Anstiftung zum Mord angeklagt, jedoch letztendlich in allen relevanten Punkten freigesprochen.
Bereits 1929 wurde der tragische Stoff das erste Mal verfilmt: Carl Boeses Film Geschminkte Jugend wurde erst nach reiflicher Überlegung von der Berliner Film-Oberprüfstelle freigegeben. Eine zweite Verfilmung von Max Nosseck folgte 1959 unter demselben Titel, wurde allerdings wegen eines Einspruchs der Freiwilligen Selbstkontrolle der Filmwirtschaft vom Produzenten zurückgezogen.

## Kritiken

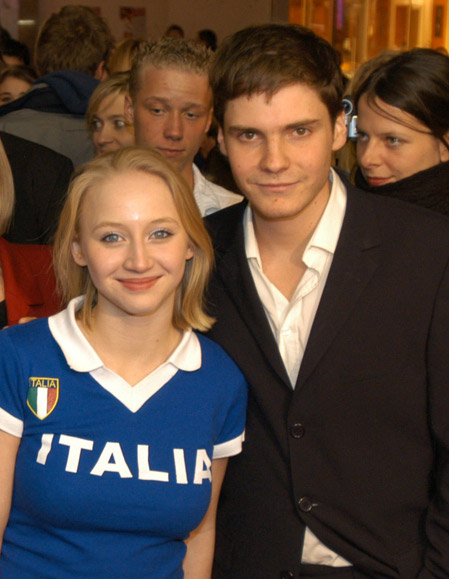
Daniel Brühl und Anna Maria Mühe bei der Premiere zu Was nützt die Liebe in Gedanken (2004)

„Basierend auf einer wahren Begebenheit, die in der Weimarer Republik für Aufsehen sorgte, verbindet der hervorragend fotografierte und gespielte Film ein realistisches Stimmungsbild mit philosophischer Weltbeschreibung, wobei er die entwurzelten Jugendlichen präzise konturiert und ihr ebenso verklärtes wie hysterisches Ringen um Leben und Tod, Liebe und Verzweiflung als zeitlose Suche nach Orientierung und Lebenssinn deutet.“

„Es gibt Filme – und sie gehören zu den schönsten der Filmgeschichte –, die behält man im Gedächtnis wegen einer Geste, einem Kleidungsstück oder einer Frisur. […] Ein solcher Film, der auf die Aura von Dingen setzt, auf die Poesie von Gesten und Nuancen, ist Achim von Borries’ ‚Was nützt die Liebe in Gedanken‘. Man wird sie nicht mehr vergessen, diese weißen, luftigen Hemden, die Daniel Brühl und August Diehl tragen, und nicht die bleichen Gesichter dieser charismatischen Darsteller, in denen die ganze Unschuld, all der Wagemut, der Ernst und die Tristesse der Jugend liegen. Zudem wird der Klang nachhallen, die Songs aus den Zwanzigern, die verzaubernde Musik von Thomas Feiner und Ingo Frenzel und natürlich die Stimme von August Diehl, die verletzlich und zugleich so arrogant klingen kann. Zweifellos, Achim von Borries gibt mit seinem Filmpoem dem deutschen Kino etwas zurück, was es lange vermisst hat: konsequenten Stilwillen und Glamour.“

„Sie reißt und zerrt und drängt. Keine Minute lässt sie das Denken aus ihren Fängen. Keine Minute das Gefühl. So stark wie die Liebe ist nur der Tod. Regisseur Achim von Borries hat einen spektakulären Kriminalfall aus den Zwanzigern verfilmt. Träumerisch, wehmütig und draufgängerisch zeigt er die Freunde Günther und Paul, die jung sind, frei und besessen. Die ihr Herz verlieren an den Gedanken vom größten Augenblick im Leben. […] Alles in diesem Film ist dem Überschwang und der Vollendung verpflichtet. Kompromisslos lässt Borries seine Protagonisten auftreten. Ihr Leben kennt nur zwei Dimensionen. Da gibt es die Liebe, und es gibt den Tod. Paul, der sanfte Denker, und Günther, der Draufgänger, streifen durch einsame tiefgrüne Wiesen und flachsblonde Felder und sind tiefsinnig.“

## Zuschauerzahl
Am 12. Februar 2004 gestartet, konnte der Film bis Ende des Jahres 203.178 zahlende Zuschauer in die deutschen Kinos locken. Auf der von der Filmförderungsanstalt erstellten Jahreshitliste deutscher Filme belegte er damit Platz 26. Die zehn an den Kinokassen erfolgreichsten deutschen Produktionen des Jahres 2004 verzeichneten jeweils deutlich über 500.000 Zuschauer. Der Film schaffte es nicht in die Liste der hundert im Jahre 2004 in den deutschen Kinos meistgesehenen Filme.

## Auszeichnungen
- Darstellerpreis des Copenhagen International Film Festival 2004: Anna Maria Mühe
- New Faces Award 2004: „Bester Debütfilm“ für Achim von Borries
- Europäischer Filmpreis 2004: Publikumspreis „Bester Darsteller“ für Daniel Brühl
- Preis der deutschen Filmkritik als „Bester männlicher Hauptdarsteller 2004“ für August Diehl
- Schermi d’Amore Calzedonia Prize als Bester Film beim 8th Schermi d’Amore Film Festival in Verona 2004
- Undine Award 2004 als „Bester jugendlicher Hauptdarsteller in einem Kinospielfilm“ für August Diehl